# Liometopum oligocenicum
Liometopum oligocenicum é uma espécie de formiga do gênero Liometopum.